# Марк Бертран
 Марк Бертран Віланова (ісп. Marc Bertrán Vilanova; 22 травня 1982, Ла-Побла-да-Сагу, Іспанія) — колишній іспанський футболіст, захисник.

## Життєпис

### Клубна кар'єра
Марк Бертран починав навчатися футболу в команді «Побла-да-Сагу», де також починав Карлес Пуйоль. Після цього Марк перебрався до «Еспаньйола», де виступав у молодіжній команді. У сезоні 2004/05 Бертрана віддали в оренду клубові другого дивізіону «Кордова». Не зумівши закріпитися у складі «Еспаньйола», Марк змінив ще два клуби — «Кадіс» і «Лорка Депортіва».
2006 року Бертран підписав угоду з клубом «Тенерифе». Ставши гравцем основного складу, Бертран був одним з лідерів захисту команди, яка в сезоні 2008/09 змогла вийти до елітного іспанського дивізіону після семи років перерви. У сезоні 2009/10, що його «Тенерифе» проводив у Прімері, Бертран зіграв 21 матч і забив один гол у ворота «Альмерії» (2:2). У тому сезоні Бертран пропустив майже 4 місяці через травму, якої зазнав від Ройстона Дренте в матчі проти «Реала» (0:3). За підсумками сезону «Тенерифе» посів 18-те місце і вибув до Сегунди. Під час турніру 2010/11 захисник як і раніше зберігав за собою місце в основі, проте команда знову провела невдалий сезон і вибула до третього дивізіону.
У травні 2011 року Марк Бертран підписав контракт з «Осасуною», повернувшись до елітного дивізіону іспанського футболу.

### Міжнародна кар'єра
Провів один матч за молодіжну збірну Іспанії.